# Euploea inquinata
Euploea inquinata är en fjärilsart som beskrevs av Butler 1866. Euploea inquinata ingår i släktet Euploea och familjen praktfjärilar. Inga underarter finns listade i Catalogue of Life.